# Nefó II
Nefó II o Nifó II (en grec Νήφων Β'), va ser patriarca de Constantinoble tres vegades, la primera de l'any 1486 al 1488, la segona del 1497 al 1498 i la tercera durant un breu període de l'any 1502.
Va néixer al Peloponès i portava el nom de Nicolau, i abans de ser patriarca era metropolità de Tessalònica. Quan va ser nomenat pel càrrec, els seus oponents van acusar-lo d'haver-se quedat unes propietats a l'estranger i van aconseguir que fos deposat.
L'any 1497 va tornar a ser nomenat patriarca amb el recolzament dels governants de Valàquia, però després d'uns pocs mesos en el càrrec va tornar a ser deposat. L'any 1502 va tornar a ser nomenat, quan el sultà Baiazet II va destituir al seu antecessor Joaquim I, però va renunciar al càrrec i es va retirar a un monestir.
L'Església Ortodoxa el considera sant i celebra la seva festa el dia 11 d'agost.